# Střítež (okres Český Krumlov)
Obec Střítež (německy Tritesch nebo také Zitesch) se nachází v okrese Český Krumlov, kraj Jihočeský. Žije zde 438 obyvatel. Přes obec vede evropská silnice E55.

## Části obce
- Střítež
- Kaplice-nádraží
- Raveň

V letech 1869–1921 k obci patřila i Věžovatá Pláně.

## Historie
První písemná zmínka o obci pochází z roku 1358.

## Pamětihodnosti
Na území obce je kulturní památka „Železniční trať koněspřežní dráha - náspy s propustky a mostky“, národní kulturní památka „Koněspřežní železnice České Budějovice - Linec (česká část)“  a  „Ochranné pásmo národní kulturní památky - českého úseku bývalé koněspřežní železnice z Českých Budějovic do Lince“.

## Galerie

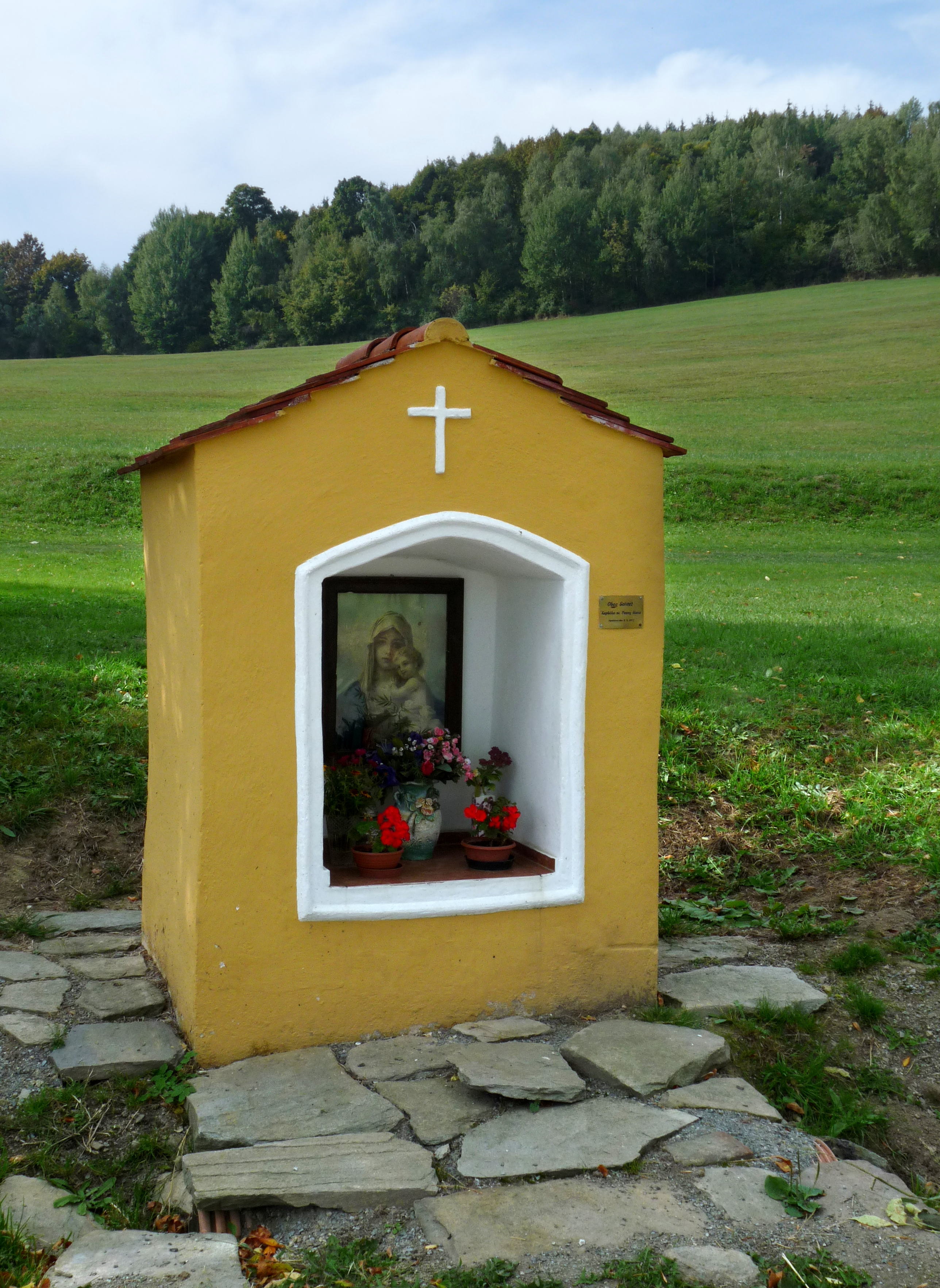
Kaplička
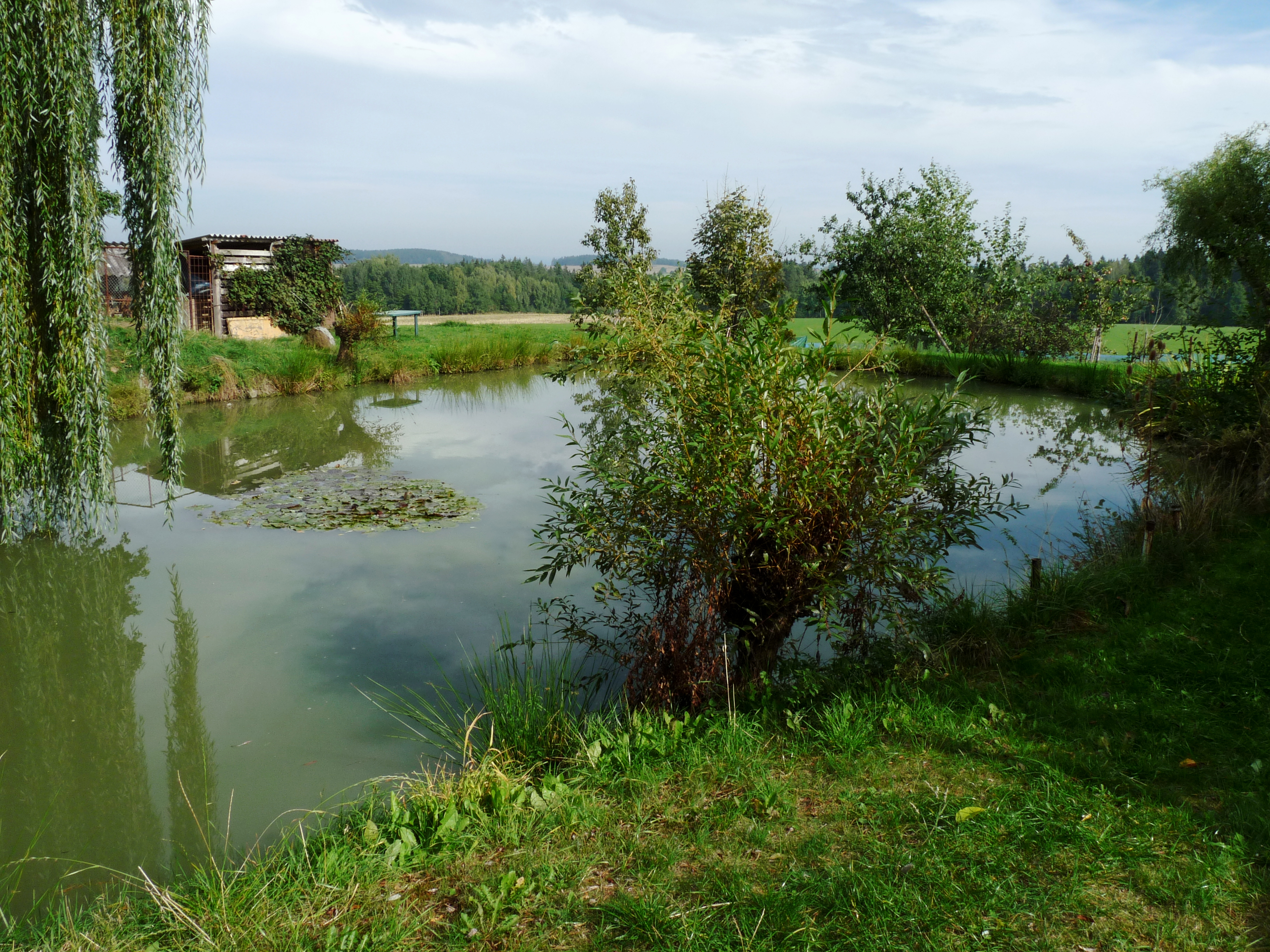
Rybník
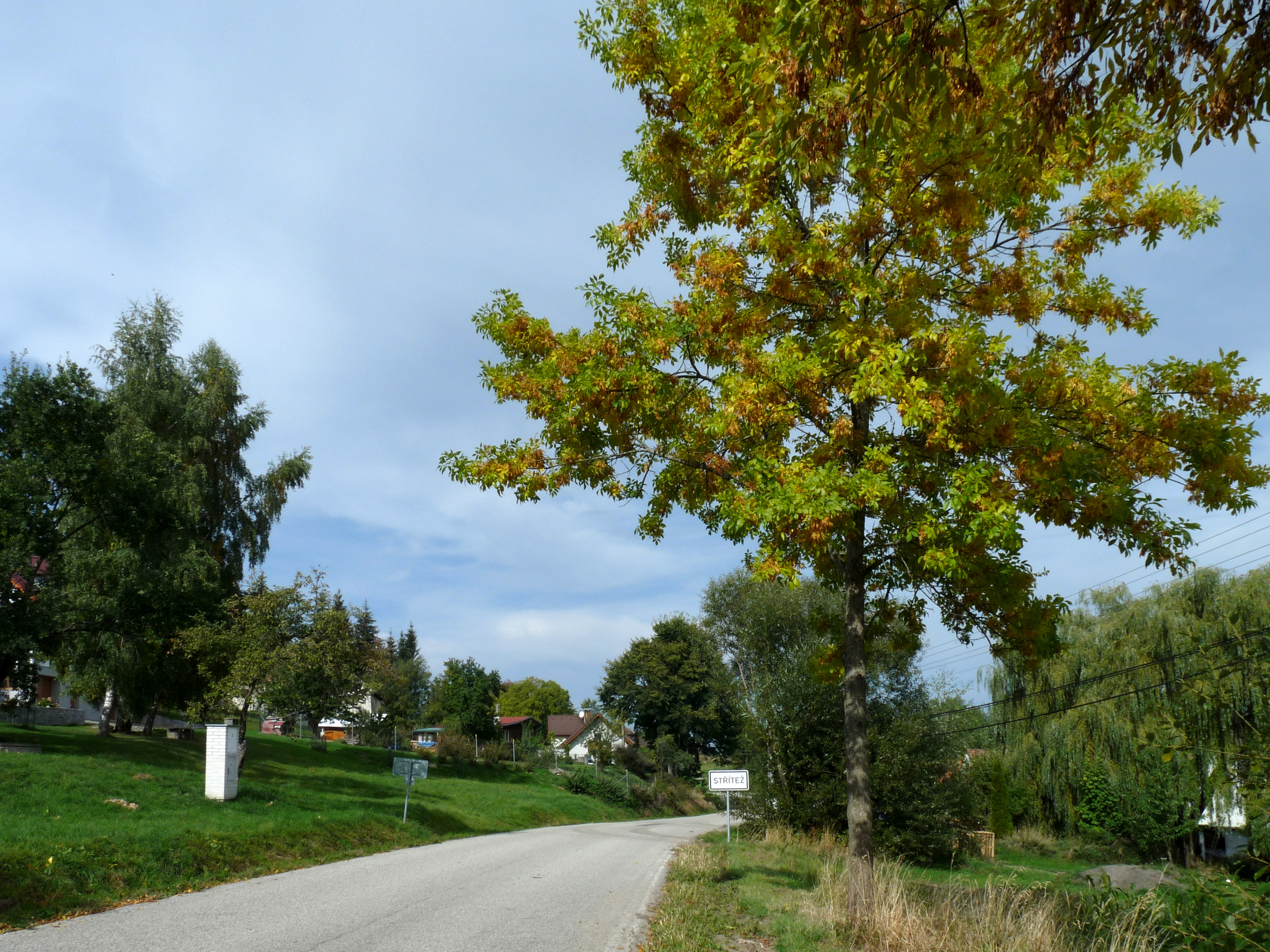
Pohled k jihozápadu